# Нижний Новгород (журнал)

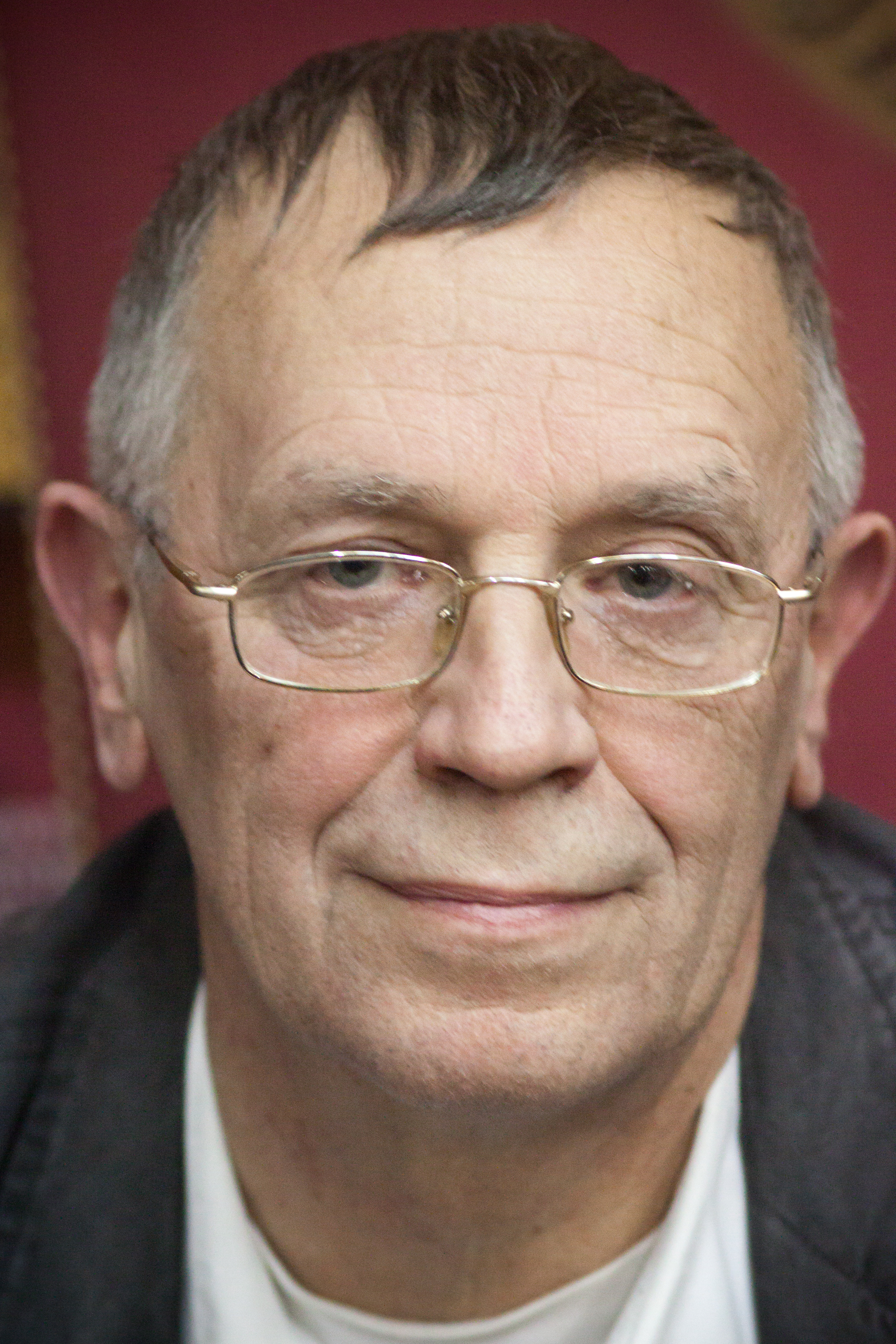
Олег Рябов

«Ни́жний Но́вгород» — российский литературно-художественный журнал. Издаётся в Нижнем Новгороде с 1997 года. Главный редактор журнала c 2014 года — Олег Рябов.

## История и современность
Литературный журнал с одноимённым названием начал издаваться в Нижнем Новгороде в 1997 году по инициативе издателя Владимира Седова, главным редактором был Валерий Шамшурин. Журнал отличался разнообразием представленных литературных жанров, включая драматургию и фантастику, а также активным участием читателей — в «Нижнем Новгороде» регулярно публиковались отзывы, полемика, рецензии, обзоры, а также раздел «Краеведение» для выступления исследователей, работающих в Нижегородской области.
В 2002 году журнал прекратил своё существование, а в 2014 году издание «Нижнего Новгорода» было возобновлено по инициативе министра культуры Нижегородской области Сергея Горина. Идея воссоздания печатного органа родилась после Всероссийского литературного собрания 2013 года, созванного по инициативе президента РФ Путина. Первый номер возобновлённого журнала был подписан к печати 15 мая и вышел в середине июня, будучи приуроченным ко Дню города, 300-летию Нижегородской губернии и Году культуры в России. В создании номера приняли участие признанные и начинающие авторы из Нижнего Новгорода, Нижегородской области, Москвы, Новосибирска, Санкт-Петербурга, Петрозаводска, Вологды, Саратова, городов США, Украины, Канады,. Структурно журнал был ориентирован на различные виды литературно-художественной деятельности — поэзию, прозу, драматургические произведения, литературную критику, non-fiction, публицистику, детскую и юмористическую литературу; отдельные разделы были посвящены вопросам истории, обращениям читателей, эпистолярным жанрам. Возобновлённый «Нижний Новгород» был позиционирован не только как площадка для местных авторов, но и как новое культурное пространство, органическая и необходимая составляющая национального литературного процесса.
Редакция журнала расположена в Нижнем Новгороде по адресу ул. Бекетова, 24/2. Тираж журнала составляет 800—1000 экземпляров, объём — около 240 полос. Главный редактор с 2014 года — Олег Рябов, прозаик, поэт, член правления Нижегородского отделения Союза писателей России.
16 октября 2019 года на VIII Санкт-Петербургском международном культурном форуме Олег Рябов был награждён литературной премией «Навстречу дня» имени Бориса Корнилова за цикл материалов, размещённых на страницах издания.
В 2020 году литературно-художественный журнал «Нижний Новгород» был награждён золотым дипломом Славянского форума искусств «Золотой Витязь» за повышения престижа и значимости литературного творчества. В том же году на информационном портале Ревизор.ru «Нижний Новгород» был охарактеризован как «очень профессиональный журнал».

## Авторы
В числе авторов «Нижнего Новгорода» в разные годы были прозаики, поэты, философы: Глеб Горбовский, Игорь Золотусский, Виктор Соснора, Юрий Кублановский, Карен Шахназаров, Сергей Есин, Роман Сенчин, Сеславинский Михаил, Захар Прилепин, Алексей Иванов, Шаргунов Сергей, Леонид Юзефович, Эрик-Эмманюэль Шмитт и др. — как уже именитые, так и впервые выходящие к читателю авторы России и зарубежья.

## Премии «Нижнего Новгорода»
Ежегодное вручение премии журнала «Нижний Новгород» производится с 2015 года в номинациях «Поэзия» и «Проза». В 2019 году премии и благодарственные письма журнала получили нижегородские авторы в номинациях «Поэзия», «Проза» и «Публицистика».